# نيكولا شوفالييه
نيكولا شوفالييه (بالفرنسية: Nicolas Chevalier)‏ هو سياسي فرنسي، ولد في 1562، وتوفي في 1630.